# Mons, Charente
Mons är en kommun i departementet Charente i regionen Nouvelle-Aquitaine i västra Frankrike. Kommunen ligger  i kantonen Rouillac som ligger i arrondissementet Cognac. År 2022 hade Mons 235 invånare.

## Befolkningsutveckling
Antalet invånare i kommunen Mons
Referens:INSEE